# Су-28
Су-28 — советский учебно-тренировочный самолёт на базе штурмовика Су-25. Проект Т-8-УТ был разработан в 1981 году для замены в ВВАУЛ учебно-тренировочных чехословацких L-39 «Albatros». Первый летающий образец был создан на базе Су-25УБ в июне 1987 года и в августе самолёт совершил свой первый полёт. 
Во время проведения испытательных полётов самолёт произвёл посадку на аэродром с травяным покрытием, что ещё раз подтвердило отличные взлётно-посадочные характеристики самолёта.  Для облегчения планера из бортового оборудования были исключены все системы боевого применения. Для балансировки самолёта вместо установленного в носовой части прицельного комплекса был вмонтирован балласт, а бронезащита пилотов демонтирована. Данный образец получил обозначение Т-8УТМ (Су-28М). После испытаний и доработок Су-28М, вместе с боевым вариантом самолёта Су-25 демонстрировался на международном авиасалоне Ле Бурже в Париже.

В начале 1990-х годов, из-за финансового кризиса, проект был сперва заморожен, а затем и окончательно закрыт. Наработки, достигнутые на Су-28М, пригодились при создании ещё одного учебного варианта , Су-25УТГ.

## Техническое описание[3]
Су-28 — двухместный учебно-тренировочный самолёт, предназначенный для обучения технике пилотирования, самолётовождения и отработки фигур высшего пилотажа. Этот самолёт позволяет сделать из курсанта, летавшего раньше только на поршневых самолётах, квалифицированного лётчика. 
Во время учебно-тренировочных полётов  самолёт обеспечивает выполнение следующих видов лётной подготовки: 
1. первоначальное обучение
2. отработка техники пилотирования и самолётовождения днём и ночью, в простых и сложных метеоусловиях
3. полёты по приборам с применением шторки "слепого полёта"
4. обучение лётчиков действиям в особых случаях полёта с имитацией отказа пилотажно-навигационной системы, двигателя и самолётных систем.

Самолёт Су-28 отличается от самолёта Су-25УБ отсутствием на нём: прицельного оборудования; системы управления оружием; встроенной пушечной установки; балочных держателей и пилонов, бронеэкранов двигателей; электрооборудования, обслуживающего демонтированные системы; дублирующей проводки управления рулём высоты; пенополиуретана в топливных баках самолёта. На самолёте также демонтирована часть агрегатов топливной системы. Взамен снятого оборудования на самолёте установлен центровочный груз для приведения самолёта к штатной центровке.
Су-28 максимально соответствует по технике пилотирования и оборудованию кабины боевому самолёту Су-25. Также самолёт может базироваться на грунтовых аэродромах и рассчитан на 18-20 взлётов и посадок на одном вылете. Взлёт и посадка может совершаться с одним выключенным двигателем. Шасси допускает грубые посадки. Экипаж - два пилота.

## Лётно-технические характеристики

### Технические характеристики
- Экипаж: 2 человека
- Длина: 15,36 м (с ПВД)
- Размах крыла: 14,36 м
- Высота: 5,2 м
- Площадь крыла: 30,1 м²
- Масса пустого: 9000 кг
- Масса снаряженного: 12 000 кг
- Максимальная взлётная масса: 17 222 кг
- Масса топлива: 2 750 кг + 4 × 1 150 кг ПТБ
- Двигатели: 2 ТРД Р-95Ш
- Тяга: 2 × 40 кН (4 100 кгс)

### Лётные характеристики
- Максимальная скорость: 950 км/ч
- Крейсерская скорость: 750 км/ч
- Посадочная скорость: 220 км/ч
- Практическая дальность: 2150 км (с ПТБ)
- Практический потолок: 7000 м
- Скороподъёмность: 60 м/с
- Длина разбега:  450 м
- Длина пробега:  500 м
- Максимальная эксплуатационная перегрузка: +6/-2 g